# Донник рослый
Донник рослый, или Донник высочайший, или Донник высокий (лат. Melilotus altissimus), — вид травянистых растений рода Донник (Melilotus) семейства Бобовые (Fabaceae).

## Ботаническое описание

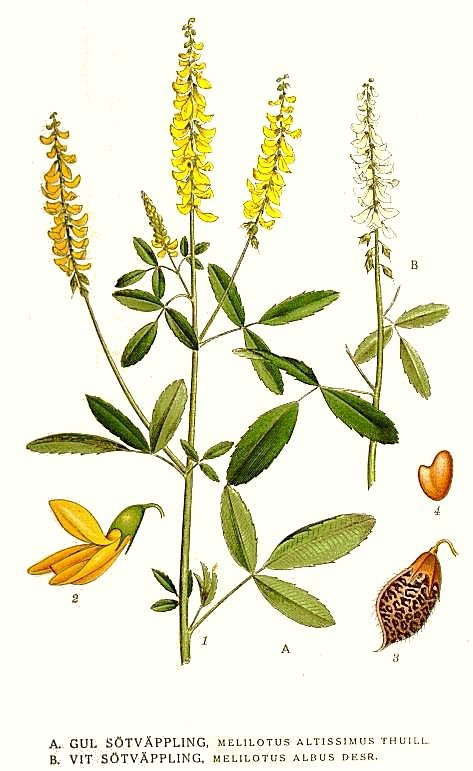
(под буквой A)

Двулетние травянистые растения, около 50—90 см высотой. Стебли прямые, на концах ветвистые, сравнительно более мягкие. Прилистники линейные, цельные, очень редко снабженные у нижних листьев коротким зубчиком. Листочки обратнояйцевидные или продолговато‑эллиптические, верхние — более узкие, зубчатые (8—20 зубчиков) в верхней части, верхушка листочка округлая.
Кисть густая, 15—50-цветковая, 2—5 см длиной. Цветки поникающие, 5—7 мм длиной, на волосистых цветоносах 1—2 мм длиной. Чашечка разделена на ланцетные острые доли, короче или почти равные трубке чашечки. Венчик золотисто‑жёлтый, флаг и крылья равны лодочке или немного превосходят её. Завязь ланцетная, вытянутая в почти равный или в полтора раза превышающий её, слегка изогнутый столбик, на почти незаметной «ножке», прижато‑волосистая, с 2—3 семяпочками. Боб яйцевидно‑ромбический, 3,5—5 мм длиной, 2,5—3 мм шириной, значительно уплощенный латерально, темнеющий, иногда может быть покрыт редкими волосками, слабо сетчатый от нерезких анастомозирующих жилок; число семян 1—2, около 2 мм длиной, рыжеватые, с волнистой поверхностью. 2n=16.

## Распространение
Ареал европейский. Атлантическая, Средняя и Восточная Европа: Причерноморье (Молдавия, Подольская возвышенность по рекам Днестр, Южный Буг), Прибалтика, как заносное до Карельского перешейка и Заволжья. На влажных лугах, на берегах водоёмов, у речных наносов (аллювиев), на лесных опушках, засоленных местах, пастбищах, дорожных насыпях и в канавах, по залежам.